# Валенфелс
Валенфелс (њем. Wallenfels) град је у њемачкој савезној држави Баварска. Једно је од 18 општинских средишта округа Кронах. Према процјени из 2010. у граду је живјело 2.968 становника. Посједује регионалну шифру (AGS) 9476184.

## Географски и демографски подаци
Валенфелс се налази у савезној држави Баварска у округу Кронах. Град се налази на надморској висини од 382 метра. Површина општине износи 45,7 km². У самом граду је, према процјени из 2010. године, живјело 2.968 становника. Просјечна густина становништва износи 65 становника/km².

## Међународна сарадња
| Мјесто      | Држава               | Врста сарадње | Од    |
| ----------- | -------------------- | ------------- | ----- |
| Нотингамшир | Уједињено Краљевство | партнерство   | 1984. |
| Извор       |                      |               |       |